# 升结肠

1.升结肠 2.横结肠 3.降结肠 4.乙狀结肠 5.直肠

升结肠是结肠的一部分，位于腹腔右侧，是盲肠向上的延续，自右下腹部向斜后方上升，直到肝脏下缘以直角向左侧水平的横结肠移行。长约25厘米。